# Велика сеоба народа
Велика сеоба народа је период у историји човечанства који обележава велики покрет народа, који је трајао 5 векова и одигравао се у етапама, од продора Хуна кроз тзв. „Врата народа“, тј. простор између планине Урал и Каспијског језера, а завршава се доласком Словена и Угара у Панонску низију у 9. веку. Та сеоба 375. је потресла Римско царство, тачније њен западни део. Предводили су је Хуни, азијска номадска племена, која су са својом великом војском стигла све до Рима. Многа друга племена су појачала нападе на Рим и срушила његово западно царство. Франци, Готи, Вандали и друга племена поделили су територије Западног римског царства што је била последица Велике сеобе народа. 
Сви народи који су се померали пред Хунима кретали су из правца истока ка западу или југу Европе. Долазак Хуна изазвао је ланчано померање народа, једни народи потискивали су друге.
Хуни су највећи успон доживели за време свога владара Атиле (434–453). После његове смрти, Хуни доживљавају пропаст и убрзо нестају из Европе. Узрок сеобе је потрага Варвара за бољим условима живота. Последице сеобе су пад Западног римског царства 476. године. Тада су настале варварске државе на тлу Западног римског царства.
Готи су прво заузимали територије Византијског царства, да би потом заузели Рим, али су касније наставили сеобу и коначно се населили на Иберијском полуострву, а један део је остао на Апенинском полуострву. Франци су заузели велики део западне Европе. Њихова држава Франачка настала је на територијама данашње Немачке и Француске. Вандали су прошли скоро читаву Европу и на крају се настанили у северној Африци. Сви ови народи су били племенски, нису имали државе и нису се бавили пољопривредом и сточарством, већ искључиво пљачкањем. Доласком у Европу варвари су по угледу на постојеће државе кренули да стварају своје и формирали феудалне односе, а од Римљана су наследили и хришћанство.
Мигранти су чинили ратне групе или племена од 10.000 до 20.000 људи. Међутим, у току 100 година њих укупно није било више од 750.000, у поређењу са просечних 40 милиона становника Римског царства у то време. Иако је имиграција била уобичајена током читавог периода Римског царства, овај период је у 19. веку често дефинисан као период од 5. до 8. века. Прве миграције народа извршила су германска племена као што су Готи (укључујући Визиготе и Остроготе), Вандали, Англосаксонци, Лангобарди, Свеби, Фризи, Јути, Бургунди, Алемани, Скири и Франци; касније су их на запад потиснули Хуни, Авари, Словени и Прабугари.

## Хронологија

### Германска племена пре сеобе
Германски народи су се преселили из јужне Скандинавије и северне Немачке у суседне земље између Лабе и Одре после 1000. године пре нове ере. Први талас се кретао ка западу и југу (гурајући становнике Келта на запад до Рајне око 200. године пре нове ере), крећући се у јужну Немачку до римских провинција Галије и Цисалпске Галије до 100. године пре нове ере, где су их зауставили Гај Марије, а касније Јулије Цезар. Ову западну групу описали су римски историчар Тацит (56–117) и Јулије Цезар (100–44. п. н. е.). Каснији талас германских племена мигрирао је на исток и југ из Скандинавије, између 600. и 300. п. н. е., на супротну обалу Балтичког мора, крећући се уз Вислу близу Карпатских планина. Током Тацитове ере они су укључивали мање позната племена као што су Тенктери, Херусци, Хермундури и Хати; међутим, период федерације и мешовитих бракова резултирао је познатим групама као што су Алемани, Франци, Саксонци, Фризи и Тиринчани.

### Први талас
Први талас инвазија, између 300. и 500. године нове ере, делимично су документовали грчки и латински историчари, али га је тешко археолошки проверити. Он ставља германске народе под контролом већине области тадашњег Западног римског царства.

### Други талас
Између 500. и 700. године нове ере, словенска племена су населила више подручја средње Европе и потиснула се даље у јужну и источну Европу, постепено чинећи источну половину Европе претежно словенском. Поред тога, туркијска племена као што су Авари и касније угарски Мађари су се укључила у овај други талас. Године 567, Авари и Ломбарди су уништили већи део Гепидског краљевства. Ломбарди, германски народ, настанили су се у Италији са својим херулским, свебским, гепидским, тириншким, прабугарским, сарматским и саксонским савезницима у 6. веку. Касније су их пратили Баварци и Франци, који су освојили и завладали већим делом Италије.
Прабугари, изворно номадска група вероватно из централне Азије, заузимали су Понтску степу северно од Кавказа од 2. века, али су касније, потискивани од стране Хазара, већина њих мигрирала на запад и доминирала византијским територијама дуж доњег Дунава у 7. веку. Од тог времена демографска слика Балкана се трајно мења, постајући претежно словенска, док су џепови староседелаца опстали у планинама Балкана.

## Расправа

### Варварски идентитет
Анализа варварског идентитета и начина на који је он настао и био изражен током варварских инвазија изазвала је дискусију међу научницима. Хервиг Волфрам, историчар Гота, у расправи о поистовећењу migratio gentium са Völkerwanderung, примећује да је Михаел Шмит увео једнакост у своју историју Немаца из 1778. године. Волфрам је приметио да се значај генса као биолошке заједнице мењао, чак и током раног средњег века и „да би се ствари закомпликовале, немамо начина да осмислимо терминологију која није изведена из концепта нације створеног током Француске револуције“ .
„Примордијалистичка“ парадигма је преовладавала током 19. века. Научници, као што је немачки лингвиста Јохан Готфрид Хердер, посматрали су племена као кохерентне биолошке (расне) ентитете, користећи термин за означавање дискретних етничких група. Такође је веровао да су Волк органска целина, са основним идентитетом и духом који је очигледан у уметности, књижевности и језику. Ове карактеристике су виђене као суштинске, и да на њих не утичу спољашњи утицаји, чак и освајање. Језик је, посебно, виђен као најважнији израз етничке припадности. Они су тврдили да групе које деле исти (или сличан) језик поседују заједнички идентитет и порекло. Ово је био романтичарски идеал да је некада постојао један немачки, келтски или словенски народ који је потицао из заједничке домовине и говорио заједничким језиком, помажући да се обезбеди концептуални оквир за политичке покрете 18. и 19. века као што је пангерманизам и панславизам.
Од 1960-их, реинтерпретација археолошких и историјских доказа подстакла је научнике, као што су Гофарт и Тод, да предложе нове моделе за објашњење конструкције варварског идентитета. Они су тврдили да Германи нису имали никакав осећај заједничког идентитета; слична теорија је предложена за келтске и словенске групе.